# クレディ・スイス
Credit Suisse Group AG（クレディ・スイス・グループAG）はスイスに拠点を置く世界的な投資銀行および金融サービス企業である。チューリッヒに本社を置き、世界の主要な金融センターにオフィスを構え、投資銀行業務、プライベートバンキング、資産運用、シェアードサービスなどのサービスを提供する世界9大「バルジ・ブラケット」バンクの1つであり、厳格な銀行顧客の守秘義務と銀行機密の保持で知られている。金融安定理事会は、クレディ・スイスを世界的にシステム上重要な銀行とみなしている。クレディ・スイスは、米国の連邦準備制度理事会のプライマリー・ディーラーおよびフォレックス・カウンターパーティーでもある。
クレディ・スイスは、1856年にスイスの鉄道システムの開発資金を調達するために設立された。スイスの電力網とヨーロッパの鉄道システムの構築に貢献した融資を発行している。1900年代に入ると、中産階級の台頭や、同じスイスの銀行であるUBSやジュリアス・ベアとの競争に対応するため、リテールバンキングに移行し始めた。クレディ・スイスは1978年にファースト・ボストンと提携し、1988年に同行の経営権を取得した。1990年から2000年にかけては、ヴィンタートゥール・グループ、スイス・フォルクスバンク、スイス・アメリカン・セキュリティーズ・インク（SASI）、バンク・ロイ (Bank Leu) といった機関投資家を買収している。クレディ・スイスの最大の機関投資家株主は、サウジ国立銀行（9.88％）、カタール投資庁とブラックロック（それぞれ約5％）、ドッジ・アンド・コックス、ノーゲス銀行、サウジ・オラヤングループなどである。
同社は世界金融危機の際、最も影響を受けなかった銀行の一つであったが、その後、投資事業の縮小、レイオフの実施、コスト削減を始めた。同行は、租税回避に関する複数の国際的な調査の中心となり、2008年から2012年にかけて有罪答弁と罰金26億米ドルの支払いに至った。2021年、クレディ・スイスの運用資産（AuM）は1兆6,000億スイスフランを超えた。
2021年には、アルケゴス・キャピタル・マネジメントのボジション精算において巨額の損失を出した。2023年3月にアメリカの銀行が続けて倒産すると銀行セクター全体の信用がゆらぎ、さらにクレディ・スイスを支えてきた投資家の一部が追加出資を拒否したことが報道されると、株価は一時は30％も下落した。同年3月15日、スイス国立銀行がクレディ・スイスの資金支援を行うと表明したが事態は沈静化せす、スイス当局の介入によりUBSが2023年3月19日にクレディ・スイスを救済のため破格の32億5,000万ドルで買収することとなった。同日、スイスの金融監督機関、連邦金融市場監督機構（FINMA）は、クレディ・スイスの普通株式をUBS株に22.48:1で交換する一方、発行したAT1債170億ドル（約2兆3千億円）相当を無価値化する決定を下し、世界的な物議と混乱をもたらした。同年6月12日、UBSはクレディ・スイスの買収手続きが完了したことを発表した。

## 沿革
※1988年のファースト・ボストン買収まで、クレディ・スイス史は左列、ファースト・ボストン史は右列。
- 1856年 - クレディ・スイスがチューリッヒで設立。
- 1869年 - チューリッヒ保険の原点、スイス運送保険会社の設立を主導した[13]。
- 1910年前後 - AEG・ドイツ銀行・ベルリン商事 (Berliner Handels-Gesellschaft) と合弁の電力事業銀行（Bank für elektrische Unternehmungen）を設立[14]。
- 1940年 - 初の国外支店をニューヨークに設置。
- 1944年 - バランスシートの1/3がスイス連邦債となる。
- 1967年 - スイスの貴金属精錬会社 (Valcambi) を買収。
- 1971年 - クリフォード・アーヴィング、エディス・アービング夫妻の訴訟事件をめぐり、マグロウヒル社の訴えにより裁判所より口座情報の開示を求められる[15]。
- 1977年 - クレディ・スイス銀行東京支店を設置。スイス国内ではイタリアのコモで国境を接するキアッソ (Chiasso) の支店で、店長エルンスト・クールマイヤーがイタリア人顧客と通じ、巨額の保証をつけリヒテンシュタインの金融専門会社テクソン（1861年創業）へ融資[注釈 2]。これをテクソンがイタリア系の企業群に転貸し焦げつかせた[16]。すぐにスイス国立銀行などが30億フランをベイルアウト。しかしかえって信用不安を煽りスイスフランは下落した。

- 1932年 - チェース銀行とファースト・ナショナル・バンク・オブ・ボストンがグラス・スティーガル法を適用され、投資部門のファースト・ボストン・コーポレーションを独立させた。本体はバンクボストンと称した。3年後にSCE (Southern California Edison) へ巨額融資。
- 1946年 - メロン・フィナンシャルの子会社メロン証券を吸収。承継した事業と顧客がファースト・ボストンにオファーをもたらした。世界銀行とイドロ・ケベック仲介の公債発行と、ガルフ・オイルの株引受である。
- 1959年 - ファースト・ボストン・コーポレーションが日本戦後初の外債を引受ける。
- 1970年 - ボストンのホワイト・ウェルド商会 (White Weld & Co.) と提携しユーロ債発行市場を牽引してきた結果、バルジ・ブラケットに数えられる。モルガン・グレンフェル (Morgan Grenfell)、クラインワート、パリバ、ソジェンなどと英仏海峡トンネルのコンソーシアムに参加[17]。
- 1978年 - ホワイト・ウェルドがメリルリンチに買収されてしまい、代わりにクレディ・スイスと提携するようになった。JPモルガンとともにユーロ債取引をリード。

- 1987年 - ブラックマンデー
- 1988年 - 米大手投資銀行ザ・ファースト・ボストン・コーポレーションを買収（#世界での事業）。ブラックロック創業。
- 1989年 - ジャンク債市場崩壊。マイケル・ミルケンが起訴される。
- 1990年以降 - 傘下においた米証券会社BEAアソシエーツと公式に提携。
- 1997年 - 200家族で有名なオタンゲル銀行（フランス語版、英語版）のフランス事業を買収。バークレイズのBZW (Barclays de Zoete Wedd) 市場調査部門に参加したり、ヴィンタートゥール保険 (Winterthur Insurance) を95億ドルほどで買収したりした[18]。
- 1998年 - ロングターム・キャピタル・マネジメントの救済融資に参加。
- 1999年 - フリートバンクがバンクボストンを買収してフリート・ボストンとなる。クレディ・スイスは同年にウォーバーグ・ピンカス (Warburg Pincus) の投信部門を買収して、BEAと併せ自行の投信部門に統合した。
- 2000年 - ドナルドソン・ラフキン&ジェンレットを買収し、投信部門へ統合した。
- 2003年 - ヴィンタートゥール傘下のチャーチル保険 (Churchill Insurance) がロイヤル・バンク・オブ・スコットランドに売却された。ヴィンタートゥールのイタリア事業もユニポール (Unipol) へ売却。
- 2006年 - グループ内の銀行部門の完全統合により、新生クレディ・スイスが発足。グレンコアと提携。懸案のヴィンタートゥールをアクサへ売却した。イラン等の中東諸国と闇取引をした嫌疑について5億ドル強でアメリカ当局と和解。
- 2007年 - バンク・ロイを買収。同行バハマ支店は1980年代前半にドレクセル・バーナム・ランバートのデニス・レヴィーン (Dennis Levine) がインサイダー取引に利用していた。
- 2007年～2010年 - 連邦準備制度から2620億ドルのベイルアウト（英語版）を受ける。
- 2013年 - 12月、ABNアムロ銀行の子会社ベスマンバンクにドイツのプライベート・バンキング事業を売却。
- 2014年 - 米国人顧客による所得税の脱税をほう助のために共謀した罪で略式起訴される[19]。
- 2015年 - HSBC 他多数の大金融機関と共に貴金属取引における価格カルテルの疑いで米司法省などに捜査される。ブロックチェーン開発コンソーシアムのR3CEV LLC を結成した。
- 2016年 - スイス銀行のサラジン  (J. Safra Sarasin)) が、クレディ・スイスのモナコ支店とジブラルタル支店を買収[20]。
- 2017年 - 危険な住宅ローン証券を証券化・商品化および発行・流通させた責任で米司法省と和解し58億ドルの支払に同意[21]。
- 2021年3月上旬に、イギリスのグリーンシル・キャピタルと提携して運用するファンドを運用資産の価値が不透明になったとして閉鎖した。グリーンシルは経営破綻して同社へ融資が一部焦げ付いた。3月下旬に米投資会社アルケゴス・キャピタル・マネジメントの運用失敗で44億スイスフラン=時価約5200億円の損失が生じ、経営幹部が辞任した[22]。
- 2022年11月15日に、証券化商品と関連業務をアメリカのファンドであるアポロ・グローバル・マネジメントに売却した[23]。
- 2023年3月中旬に、財務報告で内部管理の問題が報道されたことで株価が31％下落[24]。同3月19日にUBSはクレディ・スイスを買収することで合意したと発表した[25]。

## 事業
クレディ・スイスはヨーロッパ有数の巨大金融機関で、米大手投資銀行ファースト・ボストンを実質的に買収した。
1988年より投資銀行部門の本拠地をニューヨークに構え、他の米大手投資銀行と直に鮮烈な競争を繰り広げ、グローバル投資銀行としての道を着実に歩んだ。2000年には、「ウォール街で最も成功した証券会社」（Euro Money誌）として1990年代後半に注目されたドナルドソン・ラフキン＆ジェンレットを買収し、普通株引受額で世界第4位、M&Aアドバイザリーで世界第3位など世界で地位を確立した。資産運用部門を合わせた資本力ではモルガンスタンレーなどを上回る規模に成長し、ジャンク債引受では首位の座を手にした。

### 日本
早くから日本に参入した金融機関で、戦後間もなくから国債引受業務など、機関投資家や事業法人向けの証券・投資銀行業務や、オルタナティブ投資などのアセット・マネジメント業務を行なった。UBS、ドイツ銀行、バークレイズなどとともに、日本で大規模に事業を展開する欧州系投資銀行の一角を成す。
2009年にプライベート・バンキング事業を外資系金融機関として後発で開始したが、2012年にHSBCのプライベート・バンキング事業を買収し事業を拡大。大阪、名古屋にオフィスを開設し関西圏の超富裕層へのアプローチを開始した。
日系を含め国内でプライベート・バンキングサービスを提供する企業としては運用資産額へのハードルが最も高く、原則として10億円以上の運用資産を求めている。現在、住友不動産のフラッグシップタワーとして知られる泉ガーデンタワーに入居する。これまでに数多く業務停止処分等の行政処分を受けている。
- 1972年 - ファースト・ボストン東京駐在員事務所開設。
- 1985年 - ファースト・ボストン証券会社東京支店を設置。
- 2012年6月11日 - 香港上海銀行の日本国内のプライベートバンキング事業をクレディスイス銀行・証券両社で譲受[27]。

## 不祥事
- クレディ・スイスの幹部イクバル・カーンが、2019年7月に、スイスにおけるライバル銀行であるUBSへの転職を表明した。クレディ・スイスは、カーンが同僚や顧客をUBSに鞍替えさせたと疑い、私立探偵を雇ってカーンの監視を行っていた。同年9月にカーン本人が知るところとなり、警察が出動するスキャンダルに発展した。この問題により、スイス当局により3人が逮捕され、ピエール・オリヴィエ・ブエ最高執行責任者は引責辞任している[28][29]。
- 2019年12月、クレディ・スイスは、人事部長のペーター・ゲルケを監視していることが判明した。2019年2月、ピエール・オリヴィエ・ブエ最高執行責任者は、ゲルケの監視を指示した[29]。一連の問題で、ティージャン・ティアム最高経営責任者は、監視についてブエの独断であり、自身は知らなかったと主張しながらも、責任を取って辞任している[30]。

### 日本
- 1999年
  - 7月 - 金融庁はクレディ・スイス・ファイナンシャル・プロダクツ銀行東京支店に対し、組織的に検査を妨害したとして銀行免許取消の行政処分を行った[31]。
  - 11月 - 日本債券信用銀行の不良債権飛ばしに荷担したとし、支店長が銀行法違反(検査忌避)で逮捕[注釈 3]。

- 2005年
  - 1月 - 26日、東京地裁で旧五菱会系の松崎敏和に刑事事件判決。クレディ・スイス香港に不正送金された13億円の追徴は、組織的な犯罪の処罰及び犯罪収益の規制等に関する法律（組織犯罪処罰法）13条2項が根拠となり、行われなかった。懲役5年および罰金2000万円。
  - 4月 - 金融庁はクレディ・スイス信託銀行に対し、コンプライアンス違反があったとして1ヶ月の新規信託業務停止処分を行った[33]。
  - 11月 - 17日、東京高裁は1月の地裁判決を破棄し追徴金を課した。梶山進は懲役6年6月、罰金3000万円、追徴金約51億円。松崎敏和は懲役4年6月、罰金2000万円、追徴金約13億円。奥野博勝は懲役4年6月、罰金500万円、追徴金約30億円。

- 2006年
  - 3月 - 東京地裁は五菱会のヤミ金融事件で、組織犯罪処罰法違反罪に問われたクレディ・スイス香港の元行員道伝篤に無罪判決[34]。

- 2008年
  - 11月 - 国税局はクレディ・スイス証券職員・元職員約300人を対象に一斉税務調査を行った。税務調査対象者のほとんどにおいて、海外給与として取得した株式の税務に不備が指摘され、約100人が申告漏れとなったクレディ・スイス証券集団申告漏れ事件が起こった。

- 2016年
  - インサイダー情報の提供により行政処分[35]。

- 2022年
  - 2022年クレディ・スイスの口座情報流出事件（英語版） ‐ 2月に南ドイツ新聞へ情報が持ち込まれ、世界中に情報が拡散した。内容は、1940年代から2010年までの制裁を受けた実業家、犯罪者、汚職官僚などの資金を扱っていたと報じられた[36][37]。

## その他
- 1997年に倒産の瀬戸際にあった山一証券から支援を依頼されたが、当時の新通貨であるユーロが生まれるヨーロッパに重点を置いていたため拒否した。